# 中性子束
中性子束（ちゅうせいしそく、Neutron flux）とは、一定の空間を占める中性子の流れを計ることを目的とした物理用語である。

## 概要
中性子束は、自然現象と化学実験による人為的な現象の両方で、中性子が安定した割合で原子核粒子に衝撃を与える場合に用いられる。この場合、不安定な放射性同位体を含む異なった同位体や、単に安定な元素を産む。中性子束は一定時間単位に一定空間を通過する中性子の数の尺度として用いることがある。よく使われる尺度は中性子／cm2秒である。